# Shin Meiwa US-1A
Shin Meiwa PS-1 và US-1A (tiếng Nhật: 新明和 PS-1, US-1A) là một loại máy bay STOL cỡ lớn được thiết kế cho nhiệm vụ chống ngầm và cứu hộ trên biển.

## Quốc gia sử dụng
Nhật BảnLực lượng Phòng vệ Biển Nhật Bản

## Tính năng kỹ chiến thuật (US-1A)
Dữ liệu lấy từ Jane's All The World's Aircraft 1988-89 
Đặc điểm tổng quát
- Kíp lái: 9
- Sức chứa: 20 người hoặc 12 cáng tải thương
- Chiều dài: 33,46 m (109 ft 9¼ in)
- Sải cánh: 33,15 m (108 ft 9 in)
- Chiều cao: 9,95 m (32 ft 7¾ in)
- Diện tích cánh: 135,8 m² (1.462 ft²)
- Trọng lượng rỗng: 23.300 kg (51.367 lb)
- Trọng lượng cất cánh tối đa: 45 000 kg[2] (99 200 lb)
- Động cơ: 4 × Ishikawajima-Harima/General Electric T64-IHI-10J kiểu turboprop, 2.605 kW (3.493 ehp)  mỗi chiếc
- cộng 1× General Electric T58, 1.104 kW (1.360 shp)

 Hiệu suất bay 
- Vận tốc cực đại: 511 km/h (276 knot, 318 mph)
- Vận tốc hành trình: 426 km/h (230 knot, 265 mph)
- Tầm bay: 3.817 km (2.060 hải lý, 2.372 mi)
- Trần bay: 7.195 m (23.600 ft)
- Vận tốc lên cao: 8,1 m/s (1.600 ft/phút)

Trang bị vũ khí

- 4 x bom chìm 150 kilôgam (330 lb), 2 x ngư lôi, 6 x rocket 127mm Zuni (chỉ PS-1)

Hệ thống điện tử

- Radar thám sát